# Dissaporus cachani
Dissaporus cachani är en skalbaggsart som först beskrevs av Pierre Lepesme och Stefan von Breuning 1958.  Dissaporus cachani ingår i släktet Dissaporus och familjen långhorningar.
Artens utbredningsområde är:
- Benin.
- Gabon.
- Ghana.
- Togo.

Inga underarter finns listade i Catalogue of Life.